# 부상화
부상화(扶桑花, Hibiscus rosa-sinensis)는 아욱과 무궁화속의 상록 관목이다. 불상화(佛桑花), 하와이무궁화(Hawaiian Hibiscus)라고 부르기도 한다.

## 생태
중국 남부, 인도 동부가 원산지이며 높이는 2.5m ~ 5m에 달한다. 꽃잎은 달걀 모양을 띠고 있고 끝이 뾰족한 편이다. 꽃은 대부분 여름부터 가을까지 피지만 온실에서는 사계절 내내 핀다. 꽃은 노란색, 하얀색, 분홍색, 주황색 등의 색을 띤다. 꽃에는 5개의 꽃잎이 있으며 암꽃술대가 길게 나와 있기 때문에 꽃이 5갈래로 갈라진다. 햇빛이 잘 들고 습도가 높은 곳에서 잘 자란다. 주로 관상용으로 심는 경우가 많은 편이다.

## 문화
말레이시아 정부는 1960년 7월 28일에 부상화를 말레이시아의 나라꽃(국화, 國花)으로 지정했다. 말레이시아에서는 부상화를 말레이어로 "위대한 꽃"을 뜻하는 '붕아 라야'(말레이어: Bunga Raya)라고 부르기도 한다. 말레이시아의 통화인 링깃의 지폐, 주화에는 부상화가 그려져 있다.

## 같이 보기
- 히비스커스차
- 무궁화속